# 류케이
류케이 (Ryu-K, 본명 유근배, 1981년 8월 16일 ~ )은 대한민국의 가수 겸 작곡가, 프로듀서이다. 류 케이라는 예명으로 데뷔하였으며 게리 케이라는 이름으로 게리 골드 스미스맴버로 활동한적이 있다.

## 음반
CnR (멤버 : 류케이 & 커즈디)
- 《Cuz D & Ryu K》 (2007년)
- 《오늘 같은 날이면》 (2011년)

게리 골드 스미스 (멤버 : 게리케이 & 골드 & 스미스)
- 《So Cool》 (2010년)
- 《EDGE:엣지》 (2010년)

킬링 타임 (멤버 : 류케이 & 일통)
- 《YOU》 (2010년)
- 《당신의 기억속에…》 (2010년)

젠틀릭 (멤버 : 류케이 & Fun-E)
- 《Baby Girl》 (2012년)
- 《Need Girl》 (2012년)
- 《Ma Girl》 (2012년)
- 《Girls Girls Girls》 (2012년)
- 《Autumn Road》 (With 헤이 리얼리스트) (2013년)

'10년째 친구 (멤버 : 류케이 & RK)
- 《Supa Fly》 (2012년)

참여 음반
- 《박동화 - Somnium》 (2011년)
  - 〈Wrong Rhythm (Feat. Fun-E, 류케이)〉
- 《솔리드 제이 - 아직도...》 (2011년)
  - 〈아직도…(Feat. 류케이)〉
- 《커즈디 & 유진 - Music Colony》 (2011년)
  - 〈사랑이 내게 하는짓 (Feat. JD, 류케이)〉
- 《신종훈 - 성실한 머슴》 (2011년)
  - 〈성실한 머슴 (Feat. Fun-E, 류케이)〉
  - 〈성실한 머슴(Only Rap Ver.) (Feat. Fun-E, 류케이)〉
- 《박동화 & 솔미 - Jesus is My Life》 (2011년)
  - 〈Jesus is My Life (Feat. 류케이)〉
- 《커즈디 - Candy》 (2012년)
  - 〈Candy(Ryu-K Ver.) (Feat. 유라, 류케이)〉
- 《Cinderella Man - She's So Fla》 (2012년)
  - 〈그녀는 (Feat. 류케이)〉
- 《박동화 White Day & 워니 - Dissemble》 (2013년)
  - 〈Dissemble (Feat. 류케이)〉
- 《헤이 리얼리스트 - Dissemble》 (2013년)
  - 〈시원한 바람 (Feat. 류케이)〉